# Netiwot
Netivot (hebräisch נְתִיבוֹת Nətīvōt, deutsch ‚Wege, Pfade‘, arabisch نيتيفوت) ist eine Stadt in Südisrael. Sie liegt am Nordrand des Landstrichs Chevel Eschkol, der sich beiderseits des Nachal Besors erstreckt. Die je 30 km von Aschqelon und Beʾer Scheva entfernte Stadt hat 35.631 Einwohner (2018).

## Geschichte
Netivot wurde am 10. Mai 1956 als Einwandererortschaft gegründet und anfänglich Azata genannt. Ihr jetziger Name wurde dem Buch der Sprüche Salomos aus der Bibel entnommen: "und ihre (der Weisheit) Wege sind Frieden" (Sprüche 3,17). Sie gilt als Beispiel einer israelischen Entwicklungsstadt. Seit ihrer Gründung leidet die Ortschaft an hoher Arbeitslosigkeit, geringer Investition und relativer Armut.
Die Bevölkerung besteht hauptsächlich aus orientalischen Juden, Angehörige und Nachfahren der aus arabischen Ländern vertriebenen Juden und Einwanderern aus der ehemaligen Sowjetunion.
Anders als die benachbarten Entwicklungsstädte Ofaqim und Sderot erlebt die Stadt in den letzten Jahren einen gewissen Aufschwung. Netivot hat sich zum Pilgerort entwickelt, da zwei wichtige zeitgenössische Rabbiner auf dem städtischen Friedhof begraben sind:
- der Baba Sali (Rabbi Yisrael Abuhatzeira)
- Rabbi Schalom Ifargan

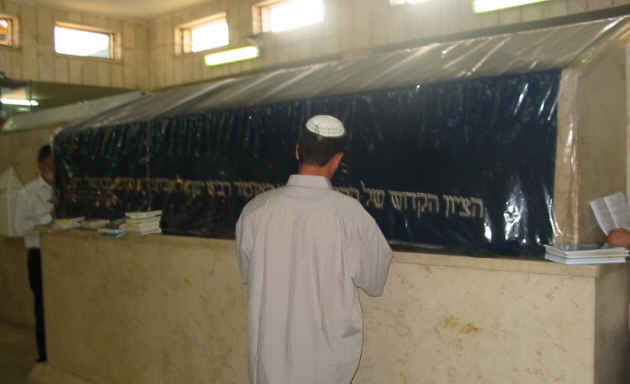
Grabstätte von Baba Sali in Netivot

Beim jährlichen Erinnerungsfest an die Rabbiner kommen hunderttausende religiöse Juden und beten an deren Gräbern.
Die Bedeutung als Pilgerort hatte in den letzten Jahren zur Folge, dass der Charakter der Stadt zunehmend religiös wurde und dass Dutzende von religiösen Einrichtungen gebaut wurden. Eine zentrale Rolle bei dieser Entwicklung spielte der hochverehrte Rabbiner Jissochor Meʾir (1927–2011), seit 1961 Rosch Jeschivat HaNegev in Netivot.
Die Stadt liegt an der Nationalstraße 25 (hebräisch 25 כְּבִישׁ לְאֻמִּי Kvīsch Ləʾummī ) von Beʾer Scheva nach Gaza. Bei Netivot beginnt die Nationalstraße 34 (hebräisch 34 כְּבִישׁ לְאֻמִּי Kvīsch Ləʾummī ) nach Aschqelon. Im Februar 2015 wurde die Ortschaft über die neue Westliche Negevbahn an das israelische Bahnnetz angeschlossen.
Am 27. Dezember 2008 wurde Netivot erstmals von einer aus dem Gazastreifen abgefeuerten Rakete getroffen. Die Grad-Rakete traf eine Wohnzeile und tötete Bébert Vaknin (58 Jahre) einen Einwanderer aus Marokko.
Die Umgebung der Stadt ist stark landwirtschaftlich geprägt.